# Younee
Younee (* 20. Oktober, um 1985 in Seoul) ist eine südkoreanische Pianistin, Sängerin und Komponistin, die in Deutschland lebt.

## Leben
Younee begann bereits mit fünf Jahren Klavier zu spielen und studierte ab ihrem 19. Lebensjahr an der renommierten Yonsei University in Seoul, unter anderem bei der Pianistin Soo-Jung Shin. In Korea trat sie zunächst unter dem Künstlernamen Key auf. In ihrer Heimat schrieb sie auch Popsongs für andere koreanische Künstler, darunter den Titelsong Dan Hansaram für die koreanische Fernsehserie Famous Princesse, die 2006 mit großem Erfolg im staatlichen TV-Sender KBS gezeigt wurde. Der Song wurde ein Nummer-eins-Hit.
2008 zog sie nach London, seit 2013 lebt sie in Würzburg.
Younee, die ihre Musik selbst als „Free Classic & Jazz“ bezeichnet, tritt in großen Konzertsälen auf, so am 5. März 2020 in der Elbphilharmonie in Hamburg, aber auch in kleineren Klubs.
Seit ihrer Übersiedlung nach Deutschland hat sie zwei Alben veröffentlicht, die beide in den Emil Berliner Studios produziert wurden.

## Diskographie
- 2006: Love (Key’s Piano Vol. 1), EMI Music Korea Ltd
- 2014: Jugendstil, Fulminantmusic
- 2016: My Piano, Fulminantmusic (Doppelalbum)